# Cataclismo
O termo cataclismo  (do grego antigo κατακλυσμός, transl. kataklysmós, 'inundação; desaparição', do verbo  κατακλύζειν, transl.  kataklýzein 'inundar', 'cobrir de água', de κατά, katá 'para baixo' e κλύζειν, klýzein, 'lavar', pelo latim cataclysmos, no sentido de 'inundação, enchente, dilúvio')  descreve uma catástrofe ambiental de grandes proporções, devastadora, transformação de grandes proporções da crosta terrestre ou uma grande inundação, como o Grande Terremoto do Leste do Japão, ocorrido em março de 2011. São eventos repentinos, praticamente imprevisíveis e de quase impossível prevenção, sendo a evacuação do local a única maneira de salvar vidas. Geralmente um cataclismo causa um alto número de mortes e grande prejuízo econômico na área atingida, sendo necessários anos ou, em certos casos, décadas  para a recuperação total das estruturas locais. O mito do Dilúvio, presente em várias culturas e também narrado no  livro de Gênesis, pode ser considerado um cataclismo.